# Farlete
Farlete – gmina w Hiszpanii, w prowincji Saragossa, w Aragonii, o powierzchni 104,12 km². W 2011 roku gmina liczyła 428 mieszkańców.